# Saison 2023-2024 des Lakers de Los Angeles
La saison 2023-2024 des Lakers de Los Angeles est la 77e saison de la franchise des Lakers (sans compter les Gems de Détroit de la saison 1946-1947 dans la NBL), la 76e saison au sein de la National Basketball Association (NBA) et la 64e saison dans la ville de Los Angeles.
Le 16 avril, les Lakers se qualifient pour les playoffs après leur victoire lors du Play-in face aux Pelicans de La Nouvelle-Orléans (110-106). 
Le 29 avril, ils sont éliminés par les Nuggets de Denver au premier tour des playoffs (1-4). 

## Draft
| Tour | Choix | Joueur              | Poste | Nationalité      | Provenance                     |
| ---- | ----- | ------------------- | ----- | ---------------- | ------------------------------ |
| 1    | 17    | Jalen Hood-Schifino | SG    | États-Unis       | Hoosiers de l'Indiana          |
| 2    | 47    | Mojave King         | SG    | Nouvelle-Zélande | NBA G League Ignite (G League) |

## Matchs

### Summer League
| Summer League Total: 3-4 |

| Match | Date match | Équipe      | Score    | Meilleur marqueur | Meilleur rebondeur          | Meilleur passeur            | Lieux Spectateurs | Série |
| ----- | ---------- | ----------- | -------- | ----------------- | --------------------------- | --------------------------- | ----------------- | ----- |
| 1     | 3 juillet  | Miami       | D 90-107 | Max Christie (17) | Figueroa, Killeya-Jones (7) | Christie, Hood-Schifino (4) | Golden 1 Center 0 | 0 - 1 |
| 2     | 5 juillet  | San Antonio | D 99-109 | Max Christie (25) | Colin Castleton (8)         | Colin Castleton (6)         | Golden 1 Center 0 | 0 - 2 |

| Match | Date match | Équipe        | Score     | Meilleur marqueur    | Meilleur rebondeur      | Meilleur passeur    | Lieux Spectateurs      | Série |
| ----- | ---------- | ------------- | --------- | -------------------- | ----------------------- | ------------------- | ---------------------- | ----- |
| 1     | 7 juillet  | Golden State  | V 103-96  | Max Christie (22)    | Trois joueurs (7)       | Colin Castleton (6) | Thomas & Mack Center 0 | 1 - 0 |
| 2     | 9 juillet  | Charlotte     | V 93-75   | Colin Castleton (21) | Colin Castleton (14)    | Max Christie (6)    | Thomas & Mack Center 0 | 2 - 0 |
| 3     | 12 juillet | Boston        | D 90-95   | Max Christie (24)    | Castleton, Christie (8) | Colin Castleton (6) | Thomas & Mack Center 0 | 2 - 1 |
| 4     | 14 juillet | Memphis       | D 69-100  | L. J. Figueroa (15)  | Cole Swider (9)         | D'Moi Hodge (3)     | Thomas & Mack Center 0 | 2 - 2 |
| 5     | 16 juillet | L.A. Clippers | V 104-103 | D'Moi Hodge (23)     | Colin Castleton (14)    | Colin Castleton (6) | Thomas & Mack Center 0 | 3 - 2 |

### Pré-saison
| Pré-saison Total: 2-4 (Domicile : 2-3; Extérieur : 0-1) |

| Match | Date match | Équipe         | Score     | Meilleur marqueur     | Meilleur rebondeur        | Meilleur passeur      | Lieux Spectateurs       | Série |
| ----- | ---------- | -------------- | --------- | --------------------- | ------------------------- | --------------------- | ----------------------- | ----- |
| 1     | 7 octobre  | @ Golden State | D 108-125 | Trois joueurs (15)    | Hachimura, Vanderbilt (7) | D'Angelo Russell (5)  | Chase Center 18 064     | 0 - 1 |
| 2     | 9 octobre  | Brooklyn       | V 129-126 | Rui Hachimura (19)    | Davis, Hayes (7)          | D'Angelo Russell (6)  | T-Mobile Arena 0        | 1 - 1 |
| 3     | 11 octobre | Sacramento     | V 109-101 | D'Angelo Russell (21) | Castleton, Prince (7)     | D'Angelo Russell (8)  | Honda Center 10 830     | 2 - 1 |
| 4     | 13 octobre | Golden State   | D 125-129 | Austin Reaves (16)    | Castleton, Wood (7)       | D'Angelo Russell (6)  | Crypto.com Arena 18 997 | 2 - 2 |
| 5     | 15 octobre | Milwaukee      | D 97-108  | Anthony Davis (16)    | Anthony Davis (7)         | Scotty Pippen Jr. (6) | Crypto.com Arena 18 997 | 2 - 3 |
| 6     | 19 octobre | Phoenix        | D 100-123 | LeBron James (19)     | James, Wood (6)           | D'Angelo Russell (6)  | Acrisure Arena 10 203   | 2 - 4 |

### Saison régulière
| Saison régulière Total: 47-35 (Domicile : 28-14; Extérieur : 19-21) |

| Match | Date match | Équipe       | Score          | Meilleur marqueur     | Meilleur rebondeur | Meilleur passeur     | Lieux Spectateurs       | Série |
| ----- | ---------- | ------------ | -------------- | --------------------- | ------------------ | -------------------- | ----------------------- | ----- |
| 1     | 24 octobre | @ Denver     | D 107-119      | LeBron James (21)     | Trois joueurs (8)  | D'Angelo Russell (7) | Ball Arena 19 842       | 0 - 1 |
| 2     | 26 octobre | Phoenix      | V 100-95       | Anthony Davis (30)    | Anthony Davis (12) | LeBron James (9)     | Crypto.com Arena 18 997 | 1 - 1 |
| 3     | 29 octobre | @ Sacramento | D 127-132 (OT) | Anthony Davis (30)    | Anthony Davis (16) | D'Angelo Russell (9) | Golden 1 Center 18 198  | 1 - 2 |
| 4     | 30 octobre | Orlando      | V 106-103      | D'Angelo Russell (28) | Anthony Davis (19) | D'Angelo Russell (8) | Crypto.com Arena 18 997 | 2 - 2 |

| Match                                                                      | Date match   | Équipe          | Score          | Meilleur marqueur     | Meilleur rebondeur      | Meilleur passeur      | Lieux Spectateurs                 | Série  |
| -------------------------------------------------------------------------- | ------------ | --------------- | -------------- | --------------------- | ----------------------- | --------------------- | --------------------------------- | ------ |
| 5                                                                          | 1er novembre | L.A. Clippers   | V 130-125 (OT) | LeBron James (35)     | LeBron James (12)       | James, Reaves (7)     | Crypto.com Arena 18 997           | 3 - 2  |
| 6                                                                          | 4 novembre   | @ Orlando       | D 101-120      | Anthony Davis (28)    | Anthony Davis (13)      | LeBron James (5)      | Amway Center 18 846               | 3 - 3  |
| 7                                                                          | 6 novembre   | @ Miami         | D 107-108      | LeBron James (30)     | Austin Reaves (10)      | Austin Reaves (9)     | Kaseya Center 19 725              | 3 - 4  |
| 8                                                                          | 8 novembre   | @ Houston       | D 94-128       | Rui Hachimura (24)    | Christie, Hachimura (8) | Reaves, Russell (4)   | Toyota Center 18 055              | 3 - 5  |
| 9                                                                          | 10 novembre  | @ Phoenix*      | V 122-119      | LeBron James (32)     | Davis, James (11)       | D'Angelo Russell (9)  | Footprint Center 17 071           | 4 - 5  |
| 10                                                                         | 12 novembre  | Portland        | V 116-110      | Anthony Davis (30)    | Anthony Davis (13)      | D'Angelo Russell (11) | Crypto.com Arena 18 997           | 5 - 5  |
| 11                                                                         | 14 novembre  | Memphis*        | V 134-107      | D'Angelo Russell (24) | Austin Reaves (12)      | Austin Reaves (7)     | Crypto.com Arena 18 430           | 6 - 5  |
| 12                                                                         | 15 novembre  | Sacramento      | D 110-125      | James, Russell (28)   | Austin Reaves (11)      | LeBron James (11)     | Crypto.com Arena 18 687           | 6 - 6  |
| 13                                                                         | 17 novembre  | @ Portland*     | V 107-95       | LeBron James (35)     | Anthony Davis (14)      | LeBron James (9)      | Moda Center 18 570                | 7 - 6  |
| 14                                                                         | 19 novembre  | Houston         | V 105-104      | LeBron James (37)     | Anthony Davis (10)      | LeBron James (8)      | Crypto.com Arena 18 997           | 8 - 6  |
| 15                                                                         | 21 novembre  | Utah*           | V 131-99       | Anthony Davis (26)    | Anthony Davis (16)      | LeBron James (9)      | Crypto.com Arena 18 997           | 9 - 6  |
| 16                                                                         | 22 novembre  | Dallas          | D 101-104      | LeBron James (26)     | Anthony Davis (13)      | LeBron James (7)      | Crypto.com Arena 18 997           | 9 - 7  |
| 17                                                                         | 25 novembre  | @ Cleveland     | V 121-115      | Anthony Davis (32)    | Anthony Davis (13)      | Austin Reaves (10)    | Rocket Mortgage FieldHouse 19 432 | 10 - 7 |
| 18                                                                         | 27 novembre  | @ Philadelphie  | D 94-138       | LeBron James (18)     | Anthony Davis (11)      | D'Angelo Russell (7)  | Wells Fargo Center 19 907         | 10 - 8 |
| 19                                                                         | 29 novembre  | @ Détroit       | V 133-107      | D'Angelo Russell (35) | Anthony Davis (16)      | D'Angelo Russell (9)  | Little Caesars Arena 20 062       | 11 - 8 |
| 20                                                                         | 30 novembre  | @ Oklahoma City | D 110-133      | Anthony Davis (31)    | Anthony Davis (14)      | D'Angelo Russell (10) | Paycom Center 17 401              | 11 - 9 |
| *Matchs comptant pour la phase de groupe du NBA In-Season Tournament 2023. |              |                 |                |                       |                         |                       |                                   |        |

| Match                                                                   | Date match  | Équipe                | Score     | Meilleur marqueur  | Meilleur rebondeur | Meilleur passeur      | Lieux Spectateurs               | Série   |
| ----------------------------------------------------------------------- | ----------- | --------------------- | --------- | ------------------ | ------------------ | --------------------- | ------------------------------- | ------- |
| 21                                                                      | 2 décembre  | Houston               | V 107-97  | Anthony Davis (27) | Anthony Davis (14) | James, Russell (7)    | Crypto.com Arena 18 997         | 12 - 9  |
| 22                                                                      | 5 décembre  | Phoenix*              | V 106-103 | LeBron James (31)  | Anthony Davis (15) | LeBron James (11)     | Crypto.com Arena 18 664         | 13 - 9  |
| 23                                                                      | 7 décembre  | La Nouvelle-Orléans*  | V 133-89  | LeBron James (30)  | Anthony Davis (15) | LeBron James (8)      | T-Mobile Arena 18 017           | 14 - 9  |
| 24                                                                      | 12 décembre | @ Dallas              | D 125-127 | Anthony Davis (37) | Anthony Davis (11) | LeBron James (9)      | American Airlines Center 20 377 | 14 - 10 |
| 25                                                                      | 13 décembre | @ San Antonio         | V 122-119 | Anthony Davis (37) | Anthony Davis (10) | D'Angelo Russell (10) | Frost Bank Center 18 354        | 15 - 10 |
| 26                                                                      | 15 décembre | @ San Antonio         | D 115-129 | LeBron James (23)  | Christian Wood (8) | LeBron James (14)     | Frost Bank Center 18 354        | 15 - 11 |
| 27                                                                      | 18 décembre | New York              | D 109-114 | Anthony Davis (32) | Anthony Davis (14) | LeBron James (11)     | Crypto.com Arena 18 997         | 15 - 12 |
| 28                                                                      | 20 décembre | @ Chicago             | D 108-124 | LeBron James (25)  | Anthony Davis (14) | LeBron James (9)      | United Center 21 234            | 15 - 13 |
| 29                                                                      | 21 décembre | @ Minnesota           | D 111-118 | Anthony Davis (31) | Davis, Reaves (8)  | D'Angelo Russell (8)  | Target Center 18 024            | 15 - 14 |
| 30                                                                      | 23 décembre | @ Oklahoma City       | V 129-120 | LeBron James (40)  | Anthony Davis (11) | Austin Reaves (9)     | Paycom Center 18 203            | 16 - 14 |
| 31                                                                      | 25 décembre | Boston                | D 115-126 | Anthony Davis (40) | Anthony Davis (13) | LeBron James (8)      | Crypto.com Arena 18 997         | 16 - 15 |
| 32                                                                      | 28 décembre | Charlotte             | V 133-112 | Anthony Davis (26) | Anthony Davis (8)  | LeBron James (11)     | Crypto.com Arena 18 997         | 17 - 15 |
| 33                                                                      | 30 décembre | @ Minnesota           | D 106-108 | Anthony Davis (33) | Anthony Davis (17) | Anthony Davis (8)     | Target Center 18 024            | 17 - 16 |
| 34                                                                      | 31 décembre | @ La Nouvelle-Orléans | D 109-129 | LeBron James (34)  | Anthony Davis (10) | Austin Reaves (9)     | Smoothie King Center 18 434     | 17 - 17 |
| *Matchs comptant pour la phase finale du NBA In-Season Tournament 2023. |             |                       |           |                    |                    |                       |                                 |         |

| Match | Date match | Équipe          | Score           | Meilleur marqueur     | Meilleur rebondeur    | Meilleur passeur      | Lieux Spectateurs       | Série   |
| ----- | ---------- | --------------- | --------------- | --------------------- | --------------------- | --------------------- | ----------------------- | ------- |
| 35    | 3 janvier  | Miami           | D 96-110        | Anthony Davis (29)    | Anthony Davis (17)    | LeBron James (9)      | Crypto.com Arena 18 997 | 17 - 18 |
| 36    | 5 janvier  | Memphis         | D 113-127       | LeBron James (32)     | Austin Reaves (7)     | Austin Reaves (12)    | Crypto.com Arena 18 997 | 17 - 19 |
| 37    | 7 janvier  | L.A. Clippers   | V 106-103       | LeBron James (25)     | Davis, Wood (10)      | LeBron James (7)      | Crypto.com Arena 18 997 | 18 - 19 |
| 38    | 9 janvier  | Toronto         | V 132-131       | Anthony Davis (41)    | Anthony Davis (11)    | LeBron James (12)     | Crypto.com Arena 18 997 | 19 - 19 |
| 39    | 11 janvier | Phoenix         | D 109-127       | D'Angelo Russell (19) | Jarred Vanderbilt (9) | LeBron James (9)      | Crypto.com Arena 18 416 | 19 - 20 |
| 40    | 13 janvier | @ Utah          | D 125-132       | D'Angelo Russell (39) | Anthony Davis (15)    | Anthony Davis (11)    | Delta Center 18 206     | 19 - 21 |
| 41    | 15 janvier | Oklahoma City   | V 112-105       | Anthony Davis (27)    | Anthony Davis (15)    | Austin Reaves (7)     | Crypto.com Arena 18 997 | 20 - 21 |
| 42    | 17 janvier | Dallas          | V 127-110       | D'Angelo Russell (29) | Anthony Davis (12)    | Anthony Davis (9)     | Crypto.com Arena 18 338 | 21 - 21 |
| 43    | 19 janvier | Brooklyn        | D 112-130       | Anthony Davis (26)    | Anthony Davis (12)    | D'Angelo Russell (7)  | Crypto.com Arena 18 997 | 21 - 22 |
| 44    | 21 janvier | Portland        | V 134-110       | D'Angelo Russell (34) | Anthony Davis (14)    | D'Angelo Russell (8)  | Crypto.com Arena 18 997 | 22 - 22 |
| 45    | 23 janvier | @ L.A. Clippers | D 116-127       | D'Angelo Russell (27) | Anthony Davis (12)    | D'Angelo Russell (10) | Crypto.com Arena 19 370 | 22 - 23 |
| 46    | 25 janvier | Chicago         | V 141-132       | D'Angelo Russell (29) | Anthony Davis (11)    | LeBron James (12)     | Crypto.com Arena 18 997 | 23 - 23 |
| 47    | 27 janvier | @ Golden State  | V 145-144 (2OT) | LeBron James (36)     | LeBron James (20)     | LeBron James (12)     | Chase Center 18 064     | 24 - 23 |
| 48    | 29 janvier | @ Houston       | D 119-135       | Trois joueurs (23)    | Anthony Davis (7)     | LeBron James (10)     | Toyota Center 18 055    | 24 - 24 |
| 49    | 30 janvier | @ Atlanta       | D 122-138       | Austin Reaves (28)    | LeBron James (9)      | LeBron James (8)      | State Farm Arena 17 871 | 24 - 25 |

| Match                  | Date match  | Équipe              | Score          | Meilleur marqueur     | Meilleur rebondeur | Meilleur passeur      | Lieux Spectateurs            | Série   |
| ---------------------- | ----------- | ------------------- | -------------- | --------------------- | ------------------ | --------------------- | ---------------------------- | ------- |
| 50                     | 1er février | @ Boston            | V 114-105      | Austin Reaves (32)    | Jaxson Hayes (10)  | D'Angelo Russell (14) | TD Garden 19 156             | 25 - 25 |
| 51                     | 3 février   | @ New York          | V 113-105      | LeBron James (24)     | Anthony Davis (18) | Austin Reaves (7)     | Madison Square Garden 19 812 | 26 - 25 |
| 52                     | 5 février   | @ Charlotte         | V 124-118      | D'Angelo Russell (28) | Anthony Davis (15) | Davis, Reaves (11)    | Spectrum Center 19 375       | 27 - 25 |
| 53                     | 8 février   | Denver              | D 106-114      | Anthony Davis (32)    | Davis, James (9)   | Austin Reaves (10)    | Crypto.com Arena 18 997      | 27 - 26 |
| 54                     | 9 février   | La Nouvelle-Orléans | V 139-122      | D'Angelo Russell (30) | Jaxson Hayes (8)   | LeBron James (14)     | Crypto.com Arena 18 997      | 28 - 26 |
| 55                     | 13 février  | Détroit             | V 125-111      | LeBron James (25)     | Anthony Davis (14) | LeBron James (8)      | Crypto.com Arena 18 997      | 29 - 26 |
| 56                     | 14 février  | @ Utah              | V 138-122      | Rui Hachimura (36)    | Anthony Davis (15) | D'Angelo Russell (17) | Delta Center 18 206          | 30 - 26 |
| NBA All-Star Game 2024 |             |                     |                |                       |                    |                       |                              |         |
| 57                     | 22 février  | @ Golden State      | D 110-128      | Anthony Davis (27)    | Anthony Davis (15) | D'Angelo Russell (9)  | Chase Center 18 064          | 30 - 27 |
| 58                     | 23 février  | San Antonio         | V 123-118      | LeBron James (30)     | Anthony Davis (13) | James, Reaves (9)     | Crypto.com Arena 18 997      | 31 - 27 |
| 59                     | 25 février  | @ Phoenix           | D 113-123      | LeBron James (28)     | Anthony Davis (14) | LeBron James (12)     | Footprint Center 17 071      | 31 - 28 |
| 60                     | 28 février  | @ L.A. Clippers     | V 116-112      | LeBron James (34)     | Anthony Davis (12) | LeBron James (8)      | Crypto.com Arena 19 370      | 32 - 28 |
| 61                     | 29 février  | Washington          | V 134-131 (OT) | Anthony Davis (40)    | Anthony Davis (15) | LeBron James (9)      | Crypto.com Arena 18 997      | 33 - 28 |

| Match | Date match | Équipe        | Score           | Meilleur marqueur     | Meilleur rebondeur | Meilleur passeur      | Lieux Spectateurs            | Série   |
| ----- | ---------- | ------------- | --------------- | --------------------- | ------------------ | --------------------- | ---------------------------- | ------- |
| 62    | 2 mars     | Denver        | D 114-124       | LeBron James (26)     | Anthony Davis (11) | Austin Reaves (14)    | Crypto.com Arena 18 997      | 33 - 29 |
| 63    | 4 mars     | Oklahoma City | V 116-104       | D'Angelo Russell (26) | Anthony Davis (12) | LeBron James (8)      | Crypto.com Arena 18 997      | 34 - 29 |
| 64    | 6 mars     | Sacramento    | D 120-130       | LeBron James (31)     | Anthony Davis (11) | LeBron James (13)     | Crypto.com Arena 18 498      | 34 - 30 |
| 65    | 8 mars     | Milwaukee     | V 123-122       | D'Angelo Russell (44) | Anthony Davis (13) | D'Angelo Russell (9)  | Crypto.com Arena 18 997      | 35 - 30 |
| 66    | 10 mars    | Minnesota     | V 120-109       | LeBron James (29)     | Anthony Davis (25) | LeBron James (9)      | Crypto.com Arena 18 997      | 36 - 30 |
| 67    | 13 mars    | @ Sacramento  | D 107-120       | Austin Reaves (28)    | LeBron James (13)  | LeBron James (9)      | Golden 1 Center 18 332       | 36 - 31 |
| 68    | 16 mars    | Golden State  | D 121-128       | LeBron James (40)     | Jaxson Hayes (12)  | D'Angelo Russell (13) | Crypto.com Arena 18 997      | 36 - 32 |
| 69    | 18 mars    | Atlanta       | V 136-105       | D'Angelo Russell (27) | Anthony Davis (15) | James, Russell (10)   | Crypto.com Arena 18 997      | 37 - 32 |
| 70    | 22 mars    | Philadelphie  | V 101-94        | Anthony Davis (23)    | Anthony Davis (19) | LeBron James (6)      | Crypto.com Arena 18 997      | 38 - 32 |
| 71    | 24 mars    | Indiana       | V 150-145       | Anthony Davis (36)    | Anthony Davis (16) | LeBron James (10)     | Crypto.com Arena 18 997      | 39 - 32 |
| 72    | 26 mars    | @ Milwaukee   | V 128-124 (2OT) | Anthony Davis (34)    | Anthony Davis (23) | D'Angelo Russell (12) | Fiserv Forum 18 085          | 40 - 32 |
| 73    | 27 mars    | @ Memphis     | V 136-124       | Rui Hachimura (32)    | LeBron James (14)  | LeBron James (12)     | FedExForum 17 794            | 41 - 32 |
| 74    | 29 mars    | @ Indiana     | D 90-109        | Anthony Davis (24)    | Anthony Davis (15) | LeBron James (8)      | Gainbridge Fieldhouse 17 274 | 41 - 33 |
| 75    | 31 mars    | @ Brooklyn    | V 116-104       | LeBron James (40)     | Anthony Davis (14) | Reaves, Russell (6)   | Barclays Center 18 162       | 42 - 33 |

| Match | Date match | Équipe                | Score     | Meilleur marqueur     | Meilleur rebondeur | Meilleur passeur      | Lieux Spectateurs           | Série   |
| ----- | ---------- | --------------------- | --------- | --------------------- | ------------------ | --------------------- | --------------------------- | ------- |
| 76    | 2 avril    | @ Toronto             | V 128-111 | D'Angelo Russell (25) | Anthony Davis (12) | LeBron James (9)      | Scotiabank Arena 19 800     | 43 - 33 |
| 77    | 3 avril    | @ Washington          | V 125-120 | Anthony Davis (35)    | Anthony Davis (18) | LeBron James (9)      | Capital One Arena 20 333    | 44 - 33 |
| 78    | 6 avril    | Cleveland             | V 116-97  | D'Angelo Russell (28) | Anthony Davis (13) | LeBron James (12)     | Crypto.com Arena 18 997     | 45 - 33 |
| 79    | 7 avril    | Minnesota             | D 117-127 | Rui Hachimura (30)    | Jaxson Hayes (10)  | D'Angelo Russell (11) | Crypto.com Arena 18 997     | 45 - 34 |
| 80    | 9 avril    | Golden State          | D 120-134 | LeBron James (33)     | Rui Hachimura (11) | LeBron James (11)     | Crypto.com Arena 18 997     | 45 - 35 |
| 81    | 12 avril   | @ Memphis             | V 123-120 | LeBron James (37)     | Anthony Davis (14) | D'Angelo Russell (10) | Crypto.com Arena 18 997     | 46 - 35 |
| 82    | 14 avril   | @ La Nouvelle-Orléans | V 124-108 | Anthony Davis (30)    | Davis, James (11)  | LeBron James (17)     | Smoothie King Center 18 633 | 47 - 35 |

### Play-in tournament
| Play-in Total: 1-0 (Domicile : 0-0; Extérieur : 1-0) |

| Match | Date match | Équipe                | Score     | Meilleur marqueur | Meilleur rebondeur | Meilleur passeur | Lieux Spectateurs           | Série |
| ----- | ---------- | --------------------- | --------- | ----------------- | ------------------ | ---------------- | --------------------------- | ----- |
| 1     | 16 avril   | @ La Nouvelle-Orléans | V 110-106 | LeBron James (23) | Anthony Davis (15) | LeBron James (9) | Smoothie King Center 18 591 | 1 - 0 |

### Playoffs
| Playoffs Total: 1-4 (Domicile : 1-1; Extérieur : 0-3) |

| Match | Date match | Équipe   | Score     | Meilleur marqueur  | Meilleur rebondeur | Meilleur passeur  | Lieux Spectateurs       | Série |
| ----- | ---------- | -------- | --------- | ------------------ | ------------------ | ----------------- | ----------------------- | ----- |
| 1     | 20 avril   | @ Denver | D 103-114 | Anthony Davis (32) | Anthony Davis (14) | LeBron James (8)  | Ball Arena 19 731       | 0 - 1 |
| 2     | 22 avril   | @ Denver | D 99-101  | Anthony Davis (32) | Anthony Davis (11) | LeBron James (12) | Ball Arena 19 711       | 0 - 2 |
| 3     | 25 avril   | Denver   | D 105-112 | Anthony Davis (33) | Anthony Davis (15) | LeBron James (9)  | Crypto.com Arena 18 997 | 0 - 3 |
| 4     | 27 avril   | Denver   | V 119-108 | LeBron James (30)  | Anthony Davis (23) | Davis, Reaves (6) | Crypto.com Arena 18 997 | 1 - 3 |
| 5     | 29 avril   | @ Denver | D 106-108 | LeBron James (30)  | Anthony Davis (15) | LeBron James (11) | Ball Arena 19 861       | 1 - 4 |

### Confrontations en saison régulière
| Conférence Est      | Conférence Est                              | Conférence Est                              | Conférence Ouest                            | Conférence Ouest                            | Conférence Ouest                            | Conférence Ouest                            | Conférence Ouest                            | Conférence Ouest                            |
| Division Atlantique | Division Atlantique                         | Division Atlantique                         | Division Nord-Ouest                         | Division Nord-Ouest                         | Division Nord-Ouest                         | Division Nord-Ouest                         | Division Nord-Ouest                         | Division Nord-Ouest                         |
| Équipe              | Domicile                                    | Extérieur                                   | Équipe                                      | Domicile                                    | Domicile                                    | Domicile                                    | Extérieur                                   | Extérieur                                   |
| ------------------- | ------------------------------------------- | ------------------------------------------- | ------------------------------------------- | ------------------------------------------- | ------------------------------------------- | ------------------------------------------- | ------------------------------------------- | ------------------------------------------- |
| Boston              | 115-126                                     | 114-105                                     | Denver                                      | 106-114                                     | 114-124                                     |                                             | 107-119                                     |                                             |
| Brooklyn            | 112-130                                     | 116-104                                     | Minnesota                                   | 120-109                                     | 117-127                                     |                                             | 111-118                                     | 106-108                                     |
| New York            | 109-114                                     | 113-105                                     | Oklahoma City                               | 112-105                                     | 116-104                                     |                                             | 110-133                                     | 129-120                                     |
| Philadelphie        | 101-94                                      | 94-138                                      | Portland                                    | 116-110                                     | 134-110                                     |                                             | 107-95                                      |                                             |
| Toronto             | 132-131                                     | 128-111                                     | Utah                                        | 131-99                                      |                                             |                                             | 125-132                                     | 138-122                                     |
| Division            | 6-4 (Domicile : 2-3; Extérieur : 4-1)       | 6-4 (Domicile : 2-3; Extérieur : 4-1)       | Division                                    | 9-8 (Domicile : 6-3; Extérieur : 3-5)       | 9-8 (Domicile : 6-3; Extérieur : 3-5)       | 9-8 (Domicile : 6-3; Extérieur : 3-5)       | 9-8 (Domicile : 6-3; Extérieur : 3-5)       | 9-8 (Domicile : 6-3; Extérieur : 3-5)       |
| Division Centrale   | Division Centrale                           | Division Centrale                           | Division Pacifique                          | Division Pacifique                          | Division Pacifique                          | Division Pacifique                          | Division Pacifique                          | Division Pacifique                          |
| Équipe              | Domicile                                    | Extérieur                                   | Équipe                                      | Domicile                                    | Domicile                                    | Extérieur                                   | Extérieur                                   | Extérieur                                   |
| Chicago             | 141-132                                     | 108-124                                     | Golden State                                | 121-128                                     | 120-134                                     |                                             | 145-144 (2OT)                               | 110-128                                     |
| Cleveland           | 116-97                                      | 121-115                                     | L.A. Clippers                               | 130-125 (OT)                                | 106-103                                     |                                             | 116-127                                     | 116-112                                     |
| Detroit             | 125-111                                     | 133-107                                     |                                             |                                             |                                             |                                             |                                             |                                             |
| Indiana             | 150-145                                     | 90-109                                      | Phoenix                                     | 100-95                                      | 106-103                                     | 109-127                                     | 122-119                                     | 113-123                                     |
| Milwaukee           | 123-122                                     | 128-124 (2OT)                               | Sacramento                                  | 110-125                                     | 120-130                                     |                                             | 127-132 (OT)                                | 107-120                                     |
| Division            | 8-2 (Domicile : 5-0; Extérieur : 3-2)       | 8-2 (Domicile : 5-0; Extérieur : 3-2)       | Division                                    | 7-10 (Domicile : 4-5; Extérieur : 3-5)      | 7-10 (Domicile : 4-5; Extérieur : 3-5)      | 7-10 (Domicile : 4-5; Extérieur : 3-5)      | 7-10 (Domicile : 4-5; Extérieur : 3-5)      | 7-10 (Domicile : 4-5; Extérieur : 3-5)      |
| Division Sud-Est    | Division Sud-Est                            | Division Sud-Est                            | Division Sud-Ouest                          | Division Sud-Ouest                          | Division Sud-Ouest                          | Division Sud-Ouest                          | Division Sud-Ouest                          | Division Sud-Ouest                          |
| Équipe              | Domicile                                    | Extérieur                                   | Équipe                                      | Domicile                                    | Domicile                                    | Extérieur                                   | Extérieur                                   | Extérieur                                   |
| Atlanta             | 136-105                                     | 122-138                                     | Dallas                                      | 101-104                                     | 127-110                                     |                                             | 125-127                                     |                                             |
| Charlotte           | 133-112                                     | 124-118                                     | Houston                                     | 105-104                                     | 107-97                                      |                                             | 94-128                                      | 119-135                                     |
| Miami               | 96-110                                      | 107-108                                     | Memphis                                     | 134-107                                     | 113-127                                     |                                             | 136-124                                     | 123-120                                     |
| Orlando             | 106-103                                     | 101-120                                     | New Orleans                                 | 133-89                                      | 139-122                                     |                                             | 109-129                                     | 124-108                                     |
| Washington          | 134-131 (OT)                                | 125-120                                     | San Antonio                                 | 123-118                                     |                                             |                                             | 122-119                                     | 115-129                                     |
| Division            | 6-4 (Domicile : 4-1; Extérieur : 2-3)       | 6-4 (Domicile : 4-1; Extérieur : 2-3)       | Division                                    | 11-7 (Domicile : 7-2; Extérieur : 4-5)      | 11-7 (Domicile : 7-2; Extérieur : 4-5)      | 11-7 (Domicile : 7-2; Extérieur : 4-5)      | 11-7 (Domicile : 7-2; Extérieur : 4-5)      | 11-7 (Domicile : 7-2; Extérieur : 4-5)      |
| Conférence          | 20-10 (Domicile : 11-4; Extérieur : 9-6)    | 20-10 (Domicile : 11-4; Extérieur : 9-6)    | Conférence                                  | 27-25 (Domicile : 17-10; Extérieur : 10-15) | 27-25 (Domicile : 17-10; Extérieur : 10-15) | 27-25 (Domicile : 17-10; Extérieur : 10-15) | 27-25 (Domicile : 17-10; Extérieur : 10-15) | 27-25 (Domicile : 17-10; Extérieur : 10-15) |
| Total               | 47-35 (Domicile : 28-14; Extérieur : 19-21) | 47-35 (Domicile : 28-14; Extérieur : 19-21) | 47-35 (Domicile : 28-14; Extérieur : 19-21) | 47-35 (Domicile : 28-14; Extérieur : 19-21) | 47-35 (Domicile : 28-14; Extérieur : 19-21) | 47-35 (Domicile : 28-14; Extérieur : 19-21) | 47-35 (Domicile : 28-14; Extérieur : 19-21) | 47-35 (Domicile : 28-14; Extérieur : 19-21) |

## Classements

### Saison régulière
| Conférence Ouest | Conférence Ouest                    | Conférence Ouest | Conférence Ouest | Conférence Ouest | Conférence Ouest | Conférence Ouest | Conférence Ouest |
| No               | Franchise                           | Vic.             | Def.             | MJ               | V/D              | GB               |                  |
| ---------------- | ----------------------------------- | ---------------- | ---------------- | ---------------- | ---------------- | ---------------- | ---------------- |
| 1                | c - Thunder d'Oklahoma City         | 57               | 25               | 82               | .695             | -                |                  |
| 2                | x - Nuggets de Denver               | 57               | 25               | 82               | .695             | -                |                  |
| 3                | x - Timberwolves du Minnesota       | 56               | 26               | 82               | .683             | 1                |                  |
| 4                | y - Clippers de Los Angeles         | 51               | 31               | 82               | .622             | 6                |                  |
| 5                | y - Mavericks de Dallas             | 50               | 32               | 82               | .610             | 7                |                  |
| 6                | x - Suns de Phoenix                 | 49               | 33               | 82               | .598             | 8                |                  |
|                  |                                     |                  |                  |                  |                  |                  |                  |
| 7                | x - Pelicans de La Nouvelle-Orléans | 49               | 33               | 82               | .598             | 8                |                  |
| 8                | x - Lakers de Los Angeles           | 47               | 35               | 82               | .573             | 10               |                  |
| 9                | pi - Kings de Sacramento            | 46               | 36               | 82               | .561             | 11               |                  |
| 10               | pi - Warriors de Golden State       | 46               | 36               | 82               | .561             | 11               |                  |
|                  |                                     |                  |                  |                  |                  |                  |                  |
| 11               | o - Rockets de Houston              | 41               | 41               | 82               | .500             | 16               |                  |
| 12               | o - Jazz de l'Utah                  | 31               | 51               | 82               | .378             | 26               |                  |
| 13               | o - Grizzlies de Memphis            | 27               | 55               | 82               | .329             | 30               |                  |
| 14               | o - Spurs de San Antonio            | 22               | 60               | 82               | .268             | 35               |                  |
| 15               | o - Trail Blazers de Portland       | 21               | 61               | 82               | .256             | 36               |                  |

| Division Pacifique            | V  | D  | MJ | V/D  | GB | Dom   | Ext   | Div  |
| ----------------------------- | -- | -- | -- | ---- | -- | ----- | ----- | ---- |
| y - Clippers de Los Angeles   | 51 | 31 | 82 | .622 | –  | 25-16 | 26-15 | 9-7  |
| x - Suns de Phoenix           | 49 | 33 | 82 | .598 | 2  | 25-16 | 24-17 | 9-9  |
| x - Lakers de Los Angeles     | 47 | 35 | 82 | .573 | 4  | 28-14 | 19-21 | 7-10 |
| pi - Kings de Sacramento      | 46 | 36 | 82 | .561 | 5  | 24-17 | 22-19 | 10-7 |
| pi - Warriors de Golden State | 46 | 36 | 82 | .561 | 5  | 21-20 | 25-16 | 7-9  |

### NBA In-Season Tournament
| Rang | Équipe                    | Pts | J | G | P | Pp  | Pc  | Diff |
| ---- | ------------------------- | --- | - | - | - | --- | --- | ---- |
| 1    | Lakers de Los Angeles     | 8   | 4 | 4 | 0 | 494 | 420 | 74   |
| 2    | Suns de Phoenix           | 7   | 4 | 3 | 1 | 480 | 446 | 34   |
| 3    | Jazz de l'Utah            | 6   | 4 | 2 | 2 | 469 | 482 | -13  |
| 4    | Trail Blazers de Portland | 5   | 4 | 1 | 3 | 416 | 455 | -39  |
| 5    | Grizzlies de Memphis      | 4   | 4 | 0 | 4 | 430 | 486 | -56  |

|  | Quarts de finale                   | Quarts de finale                | Quarts de finale                | Quarts de finale                |                       |                       | Demi-finales           | Demi-finales           | Demi-finales           | Demi-finales           |  |  | Finale                 | Finale                 | Finale                 | Finale                 |
|  |                                    |                                 |                                 |                                 |                       |                       |                        |                        |                        |                        |  |  |                        |                        |                        |                        |
|  | 5 décembre 2023 – Milwaukee, WI    | 5 décembre 2023 – Milwaukee, WI | 5 décembre 2023 – Milwaukee, WI | 5 décembre 2023 – Milwaukee, WI |                       |                       | 7 décembre – Las Vegas | 7 décembre – Las Vegas | 7 décembre – Las Vegas | 7 décembre – Las Vegas |  |  | 9 décembre – Las Vegas | 9 décembre – Las Vegas | 9 décembre – Las Vegas | 9 décembre – Las Vegas |
|  | 5 décembre 2023 – Milwaukee, WI    | 5 décembre 2023 – Milwaukee, WI | 5 décembre 2023 – Milwaukee, WI | 5 décembre 2023 – Milwaukee, WI |                       |                       | 7 décembre – Las Vegas | 7 décembre – Las Vegas | 7 décembre – Las Vegas | 7 décembre – Las Vegas |  |  | 9 décembre – Las Vegas | 9 décembre – Las Vegas | 9 décembre – Las Vegas | 9 décembre – Las Vegas |
|  | Bucks de Milwaukee                 | Bucks de Milwaukee              | 146                             | 146                             |                       |                       | 7 décembre – Las Vegas | 7 décembre – Las Vegas | 7 décembre – Las Vegas | 7 décembre – Las Vegas |  |  | 9 décembre – Las Vegas | 9 décembre – Las Vegas | 9 décembre – Las Vegas | 9 décembre – Las Vegas |
|  | Bucks de Milwaukee                 | Bucks de Milwaukee              | 146                             | 146                             |                       |                       | 7 décembre – Las Vegas | 7 décembre – Las Vegas | 7 décembre – Las Vegas | 7 décembre – Las Vegas |  |  | 9 décembre – Las Vegas | 9 décembre – Las Vegas | 9 décembre – Las Vegas | 9 décembre – Las Vegas |
|  | Knicks de New York                 | Knicks de New York              | 122                             | 122                             |                       |                       | 7 décembre – Las Vegas | 7 décembre – Las Vegas | 7 décembre – Las Vegas | 7 décembre – Las Vegas |  |  | 9 décembre – Las Vegas | 9 décembre – Las Vegas | 9 décembre – Las Vegas | 9 décembre – Las Vegas |
|  | Knicks de New York                 | Knicks de New York              | 122                             | 122                             | Bucks de Milwaukee    | Bucks de Milwaukee    | 119                    | 119                    |                        |                        |  |  | 9 décembre – Las Vegas | 9 décembre – Las Vegas | 9 décembre – Las Vegas | 9 décembre – Las Vegas |
|  | 4 décembre 2023 – Indianapolis, IN |                                 |                                 |                                 | Bucks de Milwaukee    | Bucks de Milwaukee    | 119                    | 119                    |                        |                        |  |  | 9 décembre – Las Vegas | 9 décembre – Las Vegas | 9 décembre – Las Vegas | 9 décembre – Las Vegas |
|  |                                    |                                 | Pacers de l'Indiana             | Pacers de l'Indiana             | 128                   | 128                   |                        |                        |                        |                        |  |  | 9 décembre – Las Vegas | 9 décembre – Las Vegas | 9 décembre – Las Vegas | 9 décembre – Las Vegas |
|  | Pacers de l'Indiana                | Pacers de l'Indiana             | Pacers de l'Indiana             | Pacers de l'Indiana             | 128                   | 128                   | 122                    | 122                    |                        |                        |  |  | 9 décembre – Las Vegas | 9 décembre – Las Vegas | 9 décembre – Las Vegas | 9 décembre – Las Vegas |
|  | Pacers de l'Indiana                | Pacers de l'Indiana             | 7 décembre – Las Vegas          |                                 |                       |                       | 122                    | 122                    |                        |                        |  |  | 9 décembre – Las Vegas | 9 décembre – Las Vegas | 9 décembre – Las Vegas | 9 décembre – Las Vegas |
|  | Celtics de Boston                  | Celtics de Boston               | 112                             | 112                             |                       |                       |                        |                        |                        |                        |  |  | 9 décembre – Las Vegas | 9 décembre – Las Vegas | 9 décembre – Las Vegas | 9 décembre – Las Vegas |
|  | Celtics de Boston                  | Celtics de Boston               | 112                             | 112                             | Pacers de l'Indiana   | Pacers de l'Indiana   | 109                    | 109                    |                        |                        |  |  |                        |                        |                        |                        |
|  | 5 décembre 2023 – Los Angeles, CA  |                                 |                                 |                                 | Pacers de l'Indiana   | Pacers de l'Indiana   | 109                    | 109                    |                        |                        |  |  |                        |                        |                        |                        |
|  |                                    |                                 | Lakers de Los Angeles           | Lakers de Los Angeles           | 123                   | 123                   |                        |                        |                        |                        |  |  |                        |                        |                        |                        |
|  | Lakers de Los Angeles              | Lakers de Los Angeles           | Lakers de Los Angeles           | Lakers de Los Angeles           | 123                   | 123                   | 106                    | 106                    |                        |                        |  |  |                        |                        |                        |                        |
|  | Lakers de Los Angeles              | Lakers de Los Angeles           |                                 |                                 |                       |                       |                        |                        |                        |                        |  |  |                        |                        |                        |                        |
|  | Suns de Phoenix                    | Suns de Phoenix                 | 103                             | 103                             |                       |                       |                        |                        |                        |                        |  |  |                        |                        |                        |                        |
|  | Suns de Phoenix                    | Suns de Phoenix                 | 103                             | 103                             | Lakers de Los Angeles | Lakers de Los Angeles | 133                    | 133                    |                        |                        |  |  |                        |                        |                        |                        |
|  | 4 décembre 2023 – Sacramento, CA   |                                 |                                 |                                 | Lakers de Los Angeles | Lakers de Los Angeles | 133                    | 133                    |                        |                        |  |  |                        |                        |                        |                        |
|  |                                    |                                 | Pelicans de La Nouvelle-Orléans | Pelicans de La Nouvelle-Orléans | 89                    | 89                    |                        |                        |                        |                        |  |  |                        |                        |                        |                        |
|  | Kings de Sacramento                | Kings de Sacramento             | Pelicans de La Nouvelle-Orléans | Pelicans de La Nouvelle-Orléans | 89                    | 89                    | 117                    | 117                    |                        |                        |  |  |                        |                        |                        |                        |
|  | Kings de Sacramento                | Kings de Sacramento             |                                 |                                 |                       |                       |                        | 117                    |                        |                        |  |  |                        |                        |                        |                        |
|  | Pelicans de La Nouvelle-Orléans    | Pelicans de La Nouvelle-Orléans | 127                             | 127                             |                       |                       |                        |                        |                        |                        |  |  |                        |                        |                        |                        |
|  | Pelicans de La Nouvelle-Orléans    | Pelicans de La Nouvelle-Orléans | 127                             | 127                             |                       |                       |                        |                        |                        |                        |  |  |                        |                        |                        |                        |
|  |                                    |                                 |                                 |                                 |                       |                       |                        |                        |                        |                        |  |  |                        |                        |                        |                        |